# 능률급
능률급 또는 업적급 (또는 실적급. Merit pay)은 
시간급에 성과급을 보탠 방식 중 하나이다. 
```
기본적인 근로에 대한 기본급이 제공되고 이에 성과 등을 평가하여 개별적인 성과급을 추가한 형태이다. 
```

능력급제, 성과급제, 변동급여제 등이 여기에 속한다.

## 능력급
임금 중 노동능력에 따라 결정되는 임금을 말한다.

## 성과급
- 개인 성과급 : 생산량 기준방식과 표준시간방식이 있다. 장점으로는 원가의 절감, 종업원들의 소득 증가, 능률향상이 있고, 단점으로는 제품의 질이 떨어질 우려가 있고 종업원들의 소득이 불안정하다는 것이 있다.
- 팀 성과급 : 개인성과급의 단점을 극복하고 협동심을 제고한다. 장점으로는 다른구성원들을 보면서 성공적인 행동을 배우고, 개인적으로 업무를 할 때보다 더욱 강력하고 지속적인 행동을 유발한다. 단점으로는 무임승차의 가능성이 있고, 집단이기주의 발생, 우수인재 이탈가능성이 있다.
- 특수업적 포상 : 새로운 발명이나 특허를 개발한 종업원에게 포상하는 방식이다.
- 이윤분배 : 기업의 이윤을 기준으로 정해진 임금외의 일정액을 지급하는 방식이다.
- 성과배분 : 생산성 향상에서 얻은 성과를 배분하는 방식이다.

## 변동급여제도
영업인력, 고위임원에게 적용하는 제도이다. 변동급여제도에는 수수료, 주식 소유권이 있다.

## 같이 보기
- 성과급
- 포상 프로그램